# Self Control (映像)
『Self Control』（セルフ・コントロール）は浅香唯の初のビデオ・クリップ集。1990年11月18日にマイカルハミングバードからリリースされた。

## 解説
- シングル「Self Control」をメインにしたビデオクリップ集。
- レギュラー番組TOKYO FM『スーパーFMマガジン 浅香唯のNORU SORU』エンディングテーマ「夜が明けるまで」が初の商品化となった（後にベスト・アルバム『シングル・コレクション』で初のCD化）。
- 「Self Control」は同一音源で2パターンのクリップが収録されている。
- 2015年、『浅香唯 30周年記念コンプリートBOX』で初めてDVD化された。このDVDには、これまで未商品化だった「Ring Ring Ring」のビデオクリップも追加で収録されている。

## 収録曲
1. Self Control
2. 孤独（ひとり） 〜この声が聞こえても〜
3. 夜が明けるまで
  - 作詞: 浅香唯、作曲: 伊藤心太郎、編曲: 井上鑑
4. Self Control (White Version)

## 関連作品
- 浅香唯 30周年記念コンプリートBOX